# Francesc Sagañoles Reig
Francesc Sagañoles Reig fou un advocat i polític, president de la Diputació de Lleida en els períodes 1901-1903, 1909-1911 i el 1930. Era nebot de Jaume Nuet Minguell, comte de Torregrossa.
Es doctorà en Dret a la Universitat Complutense de Madrid i entrà a formar part del gabinet d'Eugenio Montero Ríos. Membre del Partit Liberal Fusionista. Oposat als ageletistes, va donar primer suport als germans Nuet i, des del 1907, als germans Riu Periquet. El 1884 va pretendre sense èxit una acta de diputat provincial al districte de la Seu-Sort. El 1885 va ser escollit paer de Lleida dins una coalició anti conservadora que incloïa liberals, possibilistes i federals. Finalment, el 1886 va ser elegit diputat provincial pel districte de Lleida, i va ser reelegit els anys 1890, 1894, 1898, 1903 i 1907. El 1911 i el 1915, en canvi, va ser derrotat. Retornà a la Diputació entre 1930 i 1931 en representació de la Societat Econòmica d'Amics del País. Les anualitats de 1888-89 i 1895-96 va ser vicepresident de la Comissió Provincial i entre 1901- 1903 i 1909-1911 va ocupar la presidència de la Diputació, càrrec que tornà a exercir en ser el diputat de més edat entre els mesos de febrer i març de 1930.